# Nkangala
El nkangala és una llengua bantu que es parla a les províncies de Cuando Cubango i de Moxico, al sud-oest de la zona en la que parlen lucazi i al nord de la que parlen el mbwela, a Angola. El nkangala és considerat dialecta del mbunda.
Forma part de les llengües Chokwe-Luchazis que són llengües bantus del grup K, juntament amb el chokwe, luvale, mbunda, nyengo, el luimbi, el nyengo, el mbwela, nyemba el yauma i el lucazi. Totes elles són llengües bantus centrals. Així, és una llengua del cluster del ngangela, que és llengua oficial d'Angola.
El nkangala és una llengua que gaudeix d'un ús vigorós (EGIDS 6a). Tot i que no té una forma estàndard, es parla per persones de totes les generacions. El nkangala s'escriu en alfabet llatí.